# ShaNS Air
ShaNS Air is een Russische luchtvaartmaatschappij met haar thuisbasis in Moskou.

## Geschiedenis
ShaNS Air is opgericht in 1993

## Vloot
De vloot van ShaNS Air bestaat uit:(nov.2006)
- 1 Tupolev TU-134A